# چوانگ چیا-جونگ
 چوانگ چیا-جونگ (انگلیسی: Chuang Chia-jung؛ زادهٔ ۱۰ ژانویهٔ ۱۹۸۵) یک تنیس‌باز اهل تایوان است.